# 1873 na música

## Nascimentos
| Data            | Nome                | Profissão                      | Nacionalidade | Observações | Ref |
| --------------- | ------------------- | ------------------------------ | ------------- | ----------- | --- |
| 25 de Fevereiro | Enrico Caruso       | tenor                          | Itália        | m. 1921     |     |
| 1 de Abril      | Sergei Rachmaninoff | compositor, pianista e maestro | Rússia        | m. 1943     |     |

## Mortes
| Data | Nome | Profissão | Nacionalidade | Observações | Ref |
| ---- | ---- | --------- | ------------- | ----------- | --- |